# Термодинамическое равновесие
Термодинами́ческое равнове́сие — состояние системы, при котором остаются неизменными во времени макроскопические величины этой системы (температура, давление, объём, энтропия) в условиях изолированности от окружающей среды.

## Свойства
В общем, эти величины не являются постоянными, они лишь флуктуируют (колеблются) возле своих средних значений. Если равновесной системе соответствует несколько состояний, в каждом из которых система может находиться неопределенно долго, то о системе говорят, что она находится в метастабильном равновесии. В состоянии равновесия в системе отсутствуют потоки материи или энергии, неравновесные потенциалы (или движущие силы), изменения количества присутствующих фаз (фазовое равновесие). Отличают тепловое (статистическое, оно же термодинамическое равновесие), механическое, гидроаэромеханическое (гидродинамическое, гидростатическое), радиационное (лучистое) и химическое равновесия.
На практике условие изолированности означает, что процессы установления равновесия протекают гораздо быстрее, чем происходят изменения на границах системы (то есть изменения внешних по отношению к системе условий), и осуществляется обмен системы с окружением веществом и энергией. Иными словами, термодинамическое равновесие достигается, если скорость релаксационных процессов достаточно велика (как правило, это характерно для высокотемпературных процессов) либо велико время для достижения равновесия (этот случай имеет место в геологических процессах).
Равновесное состояние в макроскопической системе особенно удобно для описания по причине своей простоты. Оно не зависит от времени (если не рассматривать флуктуации) и, как правило, может быть полностью описано посредством нескольких макроскопических параметров. Также равновесное состояние не зависит от предыстории состояний макроскопической системы и является наиболее случайным макроскопическим состоянием системы, находящейся в заданных условиях.
В реальных процессах часто реализуется неполное (относительное, подвижное, динамическое) равновесие, однако степень этой неполноты может быть существенной и несущественной. При этом возможны три варианта:
1. равновесие достигается в какой-либо части (или частях) относительно большой по размерам системы — локальное равновесие,
2. неполное равновесие достигается вследствие разности скоростей релаксационных процессов, протекающих в системе — частичное равновесие,
3. имеют место как локальное, так и частичное равновесие.

В неравновесных системах происходят изменения потоков материи или энергии, или, например, фаз.

## Устойчивость термодинамического равновесия
Состояние термодинамического равновесия называется устойчивым, если при изменении макроскопических параметров системы происходит самопроизвольный возврат системы в указанное состояние.
Критерии термодинамической устойчивости различных систем:
- Изолированная (абсолютно не взаимодействующая с окружающей средой) система — максимум энтропии.
- Замкнутая (обменивается с термостатом только теплом) система — минимум свободной энергии.
- Система с фиксированными температурой и давлением — минимум потенциала Гиббса.
- Система с фиксированными энтропией и объёмом — минимум внутренней энергии.
- Система с фиксированными энтропией и давлением — минимум энтальпии.